# Lista de bairros de Mossoró

Bairros urbanos de Mossoró

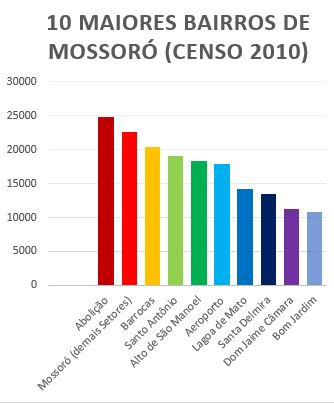
Os 10 maiores bairros de Mossoró segundo Censo 2010

A cidade de Mossoró, segunda mais populosa do Estado brasileiro do Rio Grande do Norte, possui aproximadamente trinta bairros.

## Zona Norte
A Zona Norte tem oito conjuntos e três bairros, dentre os bairros tem o Bairro Santo Antônio, um dos mais populosos da cidade e também um dos mais violentos. O Hotel Thermas, o mais conhecido hotel de águas termais da região, está localizado nesta área da cidade.
- Bairro Santo Antônio
  - Santa Helena
  - Estrada da Raiz
  - Independência
  - Santa Júlia
  - José Agripino
- Bairro Bom Pastor
- Bairro Barrocas
  - Barrocas I
  - Barrocas II
- Canto do Junco

## Zona Sul
A Zona Sul tem sete conjuntos e oito bairros. Esta parte da cidade está recebendo alguns empreendimentos imobiliários que mudam a paisagem ao longo da BR-304. Grande parte dos homicídios com arma de fogo são ocorridos nesta região. Uma base da Petrobrás está localizada nesta área. O Aeroporto de Mossoró também se localiza nesta região. Um dos batalhões da PM em Mossoró encontra-se nesta Zona.
- Bairro Alagados
- Bairro Itapetinga
  - Carnaubal
- Bairro Belo Horizonte
- Bairro Boa Vista
- Bairro Dix-Sept Rosado

## Zona Leste
A Zona Leste é a maior zona de Mossoró, grande parte dos bairros da cidade ficam nesta zona. Tem dez bairros e vinte e um conjuntos. A zona conta com várias escolas municipais e estaduais (UEI  até Ensino Médio), tem postos de Unidade Básica Saúde e o UPA do Alto de São Manoel. É nesta zona que estão localizadas as principais unidades educacionais do município, como a Universidade Estadual e a Federal, e um campus do IFRN.
- Alto de São Manoel — famoso e conhecido pelo nome de "Grande Alto de São Manuel". É o maior bairro da cidade em termo de tamanho, já segundo o censo do IBGE em 2010 o maior em população é o Abolição.
  - Acrópoles (em formação)
  - Ilha de Santa Luzia — o nome é em homenagem a padroeira da cidade, Santa Luzia, ficou caracterizado como ilha, porque é cercado pelo Rio Mossoró.
  - Inocop
- Planalto 13 de Maio — O nome se dá a data em que foi sancionada a Lei Áurea, 13 de maio de 1888.
  - Planalto
  - Liberdade I
  - Alameda dos Cajueiros
- Dom Jaime Câmara —  o nome do bairro faz homenagem a Jaime de Barros Câmara, cardeal brasileiro de ascendência açoriana e madeirense
  - Baixa
  - Liberdade II (parte II)
  - I.P.E.
- Vingt-Rosado
  - 1ª Etapa
  - 2ª Etapa
  - 3ª Etapa
  - Rincão —  É conhecido pela tranquilidade e pela proximidade à UERN e UFERSA.
  - Alto da Pelônia
- Costa e Silva — Ligado a outros dois bairros da região, o Alto de São Manuel e o Urick Graff.
- Walfredo Gurgel
  - Pintos
  - Geraldo Melo
  - Teimosos
  - Cohab
  - Ulrick Graff
  - Campus Universitários
- Alto do Sumaré —  Região que mais cresce na cidade.
  - Sumaré
  - Cidade Jardim — Bairro Novo, e bastante tranquilo de se morar.
  - Liberdade II (parte I)
- Bom Jesus — Atualmente, é um dos bairros de maior crescimento, com várias empresas que empregam cerca de 10 mil pessoas. É também um bairro pacato, considerado um dos bairros mais tranquilos do município.
  - Monte Olimpo — Loteamentoo novo, por trás da Base da Petrobrás.

## Zona Oeste
A Zona Oeste é a que recebe mais investimento na cidade. O lado oeste da cidade tem quatro bairros e dezessete conjuntos. Empreendimentos imobiliários e grandes estabelecimentos comerciais são os principais responsáveis pela expansão desta Zona, que hoje é a que mais cresce na cidade. O Mossoró West Shopping, a Universidade Potiguar e algumas redes nacionais de hipermercado se localizam nesta região.
- Bairro Abolição — é um bairro que contém conjuntos que levam o mesmo nome:
  - Abolição I
  - Abolição II
  - Abolição III
  - Abolição IV
  - Três Vinténs
  - Monsenhor Américo
  - Márcio Marinho
- Nova Betânia
- Afeganistão
- Bairro Santa Delmira — O Santa Delmira faz fronteira com o conjunto Abolição IV, sendo composto pelos conjuntos: Alfredo Simonetti, Santa Julia, Integração, Promorar, Parque das Rosas e dois outros conjuntos menores, o Santa Delmira I, e Santa Delmira II, divididos pela Av. Principal Santa Luzia. Nos últimos anos o bairro tem passado por um intenso processo de desenvolvimento do comércio local, com muitos estabelecimentos econômicos na Av. Principal Santa Luzia.
  - Santa Delmira I
  - Santa Delmira II
  - Conjunto Santa Júlia
  - Conjunto Alfredo Simonetti (vulgo Abolição V)
  - Promorar
  - Parque das Rosas
  - Integração
  - Resistência
  - Brandão
  - Rodrigo cruz

- Bairro Redenção

## Zona Central

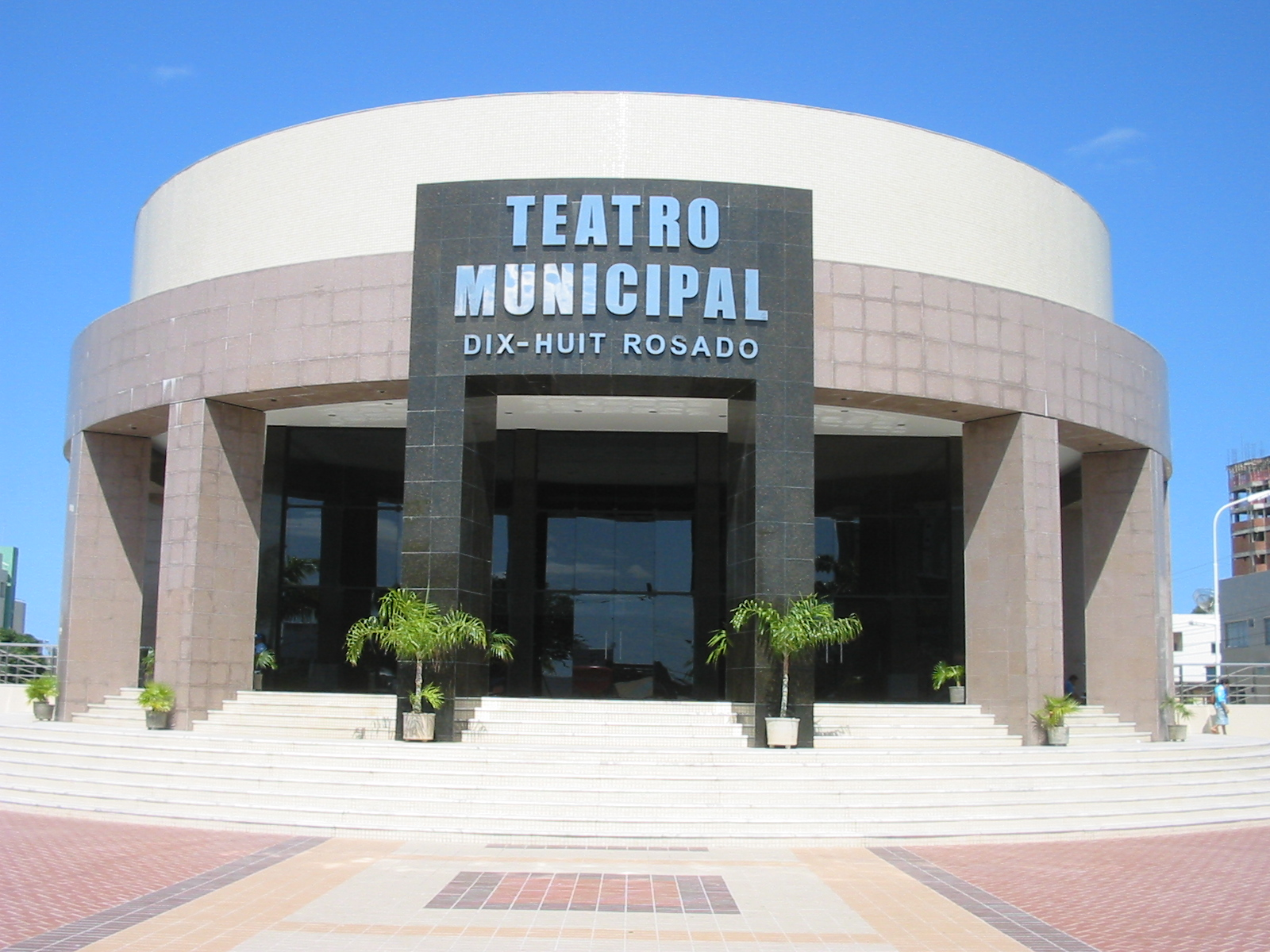
Teatro Municipal Dix-Huit Rosado

Esta região conta com quatro bairros. Área mais comercial da cidade, inclusive com diversas redes de magazines nacionais. É também uma área cultural, onde abriga o corredor cultural da cidade.
- Centro
- Paredões
- Bairro Doze Anos — é um dos mais populares bairros de Mossoró, no Rio Grande do Norte. Tem em torno de 6.000 habitantes e é conhecido por abrigar o Sesi-Mossoró e por ter proximidades com o Aeroporto Dix-Sept Rosado. Faz fronteira com o Centro, Aeroporto, Nova Betânia e Alto da Conceição.
- Bairro Bom Jardim — com grande população, fazendo divisa com Santo António e Centro.